# 서용보
서용보(徐龍輔, 1757년 ~ 1824년)는 조선의 문신이다. 본관은 대구이며, 서종제의 현손이다. 자는 여중(汝中), 호는 심재(心齋)이다.
1774년(영조(英祖) 50년)에 문과에 급제해서 검열, 대교를 거쳐 규장각대교와 원임대교로 있다가 이후 팔강선유순막어사로 민심을 다스리고, 순막어사로 있다가 규장각직각, 의정부검상을 거쳐 정조의 신임이 두터워 일찍 당상관이 되며, 이조참의와 성균관대사성, 우부승지를 거쳐 전라도관찰사가 되고 이후 다시 이조참의를 한 뒤, 고성첨사를 하고, 사헌부대사헌에 있다가 경기도관찰사까지 한다. 이후 사헌부대사헌을 거쳐 선상대장과 동지관사가 되고 이후 이조참판, 형조참판, 사헌부대사헌을 거쳐 홍문관부제학에 이르고, 원임직제학과 이조참판, 좌유선을 거쳐 예조판서가 되고 원접사로 중국에 다녀온다. 그리고 예조판서, 이조판서를 하고 좌부빈객으로 있다가 예조판서, 이조판서와 사헌부대사헌을 거쳐 의정부우참찬으로 내의원제조를 겸하다가 예조판서와 검교직제학을 거쳐 순조와 정순왕후의 신임이 두터워 도제조가 되고 우의정이 되고, 좌의정을 거쳐 판중추부사가 되었다가 다시 좌의정으로 약방도제조를 겸직하고, 우의정을 전직했다가 판중추부사를 거쳐 영의정에 이르렀다. 이후 영중추부사로 물러난다. 시호는 익헌(翼獻)이다.

## 서용보가 등장한 드라마
- 《소설 목민심서》(KBS, 2000년~2000년, 배우:변희봉)